# Manfred Mann’s Earth Band (альбом)
Manfred Mann’s Earth Band — дебютный студийный альбом британской рок-группы Manfred Mann’s Earth Band, выпущенный 18 февраля 1972 года лейблом Philips Records в Великобритании и Polydor Records в США. Переиздан в 1999 году с добавлением трёх бонус-треков.
Альбом содержит несколько композиций, написанных участниками группы, а также кавер-версии композиций других музыкантов, среди которых «Living Without You» Рэнди Ньюмана, «Please Mrs. Henry» Боба Дилана и «Jump Sturdy» Доктора Джона.
По словам некоторых музыкальных критиков, это «один из наиболее недооценённых альбомов 1970-х».

## Список композиций

### сторона А
1. «California Coastline» (Walt Meskell, Tim Martin) — 2:48
2. «Captain Bobby Stout» (Lane Tietgen) — 6:54
3. «Sloth» (Манн, Роджерс) — 1:27
4. «Living Without You» (Рэнди Ньюман) — 3:36
5. «Tribute» (Манн) — 5:32

### сторона Б
1. «Please Mrs Henry» (Боб Дилан) — 4:32
2. «Jump Sturdy» (Dr John Creaux) — 4:49
3. «Prayer» (Манн) — 5:41
4. «Part Time Man» (Sadler, Манн) — 3:05
5. «I’m Up And I’m Leaving» (Манн, Sadler) — 3:11

## Участники записи
- Мик Роджерс — гитара, вокал
- Манфред Манн — синтезатор, орган, вокал
- Колин Паттенден — бас-гитара
- Крис Слейд — ударные